# 沢木まゆみ
沢木 まゆみ（さわき まゆみ、1978年9月26日 - ）は、日本の元AV女優、元ストリッパー。

## 略歴
- 神奈川県出身
- 2000年 - 『白夜』でAVデビュー。
- その後、ストリッパーとしてもデビュー。現在はAV女優、ストリッパーともに引退している。

## 作品

### アダルトビデオ
- 爆乳ナース＆女医 Deluxe（2003年2月14日、Five Star）全17名
- 巨乳 Queens Deluxe（2003年6月13日、デジタルドリーム）全10名
- 催眠術を習おう！2008年7月1日
- ちい散歩　2008年12月8日
- 燃える大変さ！2009年1月16日)
- my love(2009年5月22日)
- 私は女優？2009年6月1日
- ドリーム 前編（2009年7月5日)
  - ドリーム 後編　(2009年10月1日)
- さすがの上末！2009年7月11日)

### 映画
- 口説き屋麗子 火傷する快感（2000年10月20日、Xces Film）
- 美人家庭教師 ふしだらな成熟（2000年12月29日、Xces Film）
- ハメられた女 濡れる美人妻（2001年3月2日、新東宝映画）[2]
- 痴漢ストーカー 狙われた美人モデル（2001年6月29日、新東宝映画）
- 和服熟女 三十路のさかり（2001年8月10日、Xces Film）
- 京女、今宵も濡らして（2002年3月19日、オーピー映画）
- ～スチュワーデス～腰振り逆噴射（2002年7月11日、オーピー映画）
- 痴漢病棟（2002年4月26日、新東宝映画）
- 人妻ブティック 不倫生下着（2002年6月28日、新東宝映画）‐ 松下君枝
- 続・愛染恭子のGの快感 究極編（2002年7月19日、Xces Film）
- 紅姉妹 前後編（2002年12月14日、新東宝映画）[3]
- 逆セクハラの危険 私は、変態常習者！（2009年、Xces Film）‐ 南条麗子[4]

### オリジナルビデオ
- 若妻家政婦　覗かれた柔肌 （2001年、レジェンドピクチャーズ）主演
- 人妻の値段　匂いたつ欲情 （2001年、レジェンドピクチャーズ）主演
- 美人妻の出会い　生と性の悦び （2002年、レジェンドピクチャーズ）
- 熱い肉体　イヤと言えない女（2002年、レジェンドピクチャーズ）主演
- 派遣ウォーズ～オフィス裏事情（2003年、ネクスタシー）主演

赤裸々看護婦シリーズ
- - 真夜中の診察室1 誘惑のナースコール（2003年、レジェンドピクチャーズ）
  - 真夜中の診察室2 誘惑のレースクイーン（2003年、レジェンドピクチャーズ）
  - 真夜中の診察室3 誘惑のフェティシズム（2003年、レジェンドピクチャーズ）
  - 真夜中の診察室4 熱くだいて、だいて（2004、レジェンドピクチャーズ）
  - 真夜中の診察室5 ナースを狙え!（2004年、レジェンドピクチャーズ）
  - 真夜中の診察室6 優しくささやいて （2004年、レジェンドピクチャーズ）
  - 真夜中の診察室 マル秘 現場密着（2004年、レジェンドピクチャーズ）